# Mantispa latifrons
Mantispa latifrons is een insect uit de familie van de Mantispidae, die tot de orde netvleugeligen (Neuroptera) behoort. 
Mantispa latifrons is voor het eerst wetenschappelijk beschreven door Enderlein in 1910.